# (15849) Billharper
(15849) Billharper est un astéroïde de la ceinture principale.

## Description
(15849) Billharper est un astéroïde de la ceinture principale. Il fut découvert le 18 décembre 1995 à Kitt Peak par le projet Spacewatch. Il présente une orbite caractérisée par un demi-grand axe de 2,95 UA, une excentricité de 0,07 et une inclinaison de 2,4° par rapport à l'écliptique.

## Compléments